# Feel Like Makin’ Love (песня Bad Company)
Feel Like Makin' Love — песня британской хард-рок-группы Bad Company, выпущенная в США 5 июня 1975 года в виде второго сингла с их студийного альбома Straight Shooter и занявшая 10 позицию в чарте Billboard. Композиция построена на блюз-роковой основе, с жёсткими риффами на припеве и «кричащим» блюзовым соло в конце, и является одной из успешных композиций группы.

## О сингле
Пол Роджерс сочинил текст и музыку песни в конце 1969 года, в возрасте 19 лет, во время гастролей по США с Free. Однажды группа остановилась в залитой солнцем хиппи-коммуне за пределами Сан-Франциско, и Роджерс почувствовал, как его осенила муза: «У Free был ряд концертов на Западном побережье в поддержку Blind Faith, так что песня фактически оставалась на заднем плане вплоть до начала Bad Company в 1973 году. И в то время мне действительно хотелось заняться любовью. Думаю, я, вероятно, был влюблен — такое со мной случалось часто».
В сентябре 1974 года, во время записи Straight Shooter на мобильной студии Ронни Лейна в замке Клирвелл в Глостершире, Роджерс предложил «Feel Like Makin’ Love» на рассмотрение группе.
«Я сыграл ее Мику, — вспоминал Роджерс, — но я чувствовал, что чего-то в ней не хватает. И когда он добавил мощный аккорд в припеве, обозначивший переход от кантри-баллады к рок-н-роллу, я воскликнул: “Да! Вот оно“. Это пример того, как незаконченная идея просто взлетает, когда вы оказываетесь в нужном месте с нужным музыкантом в нужное время».
Рекламная кампания альбома Straight Shooter началась в марте 1975 года с выходом сингла «Good Lovin’ Gone Bad». Но нет никаких сомнений, что именно второй сингл «Feel Like Makin’ Love», выпущенный три месяца спустя, помог альбому продаться тиражом в три миллиона. Песня достигла 10-го места в США и 20-го места в Великобритании, а также выиграла премию Грэмми.
В 2009 году телеканал VH1 поместил песню «Feel Like Makin’ Love» на 78 место в списке 100 лучших хард-рок-песен всех времён.

## Позиции в чартах
| Chart (1975)              | Peak position |
| ------------------------- | ------------- |
| Canadian RPM Top Singles  | 5             |
| New Zealand Singles Chart | 2             |
| UK Singles Chart          | 20            |
| США (Billboard Hot 100)   | 10            |

## Кавер-версии
В 1993 году сингл с танцевальной версией «Feel Like Makin’ Love», выпущенный бывшей солисткой Chimes Полин Генри (англ. Pauline Henry), достиг 12-го места в Великобритании, 13-го в Австралии и Дании и 17-го в Новой Зеландии.
Песня «Feel Like Makin’ Love» была спета Айзеком Хейзом и Мэттом Стоуном (под именами их персонажей из сериала «Южный парк» Шефа и Неда) для альбома Chef Aid: The South Park Album.
В 2003 году Кид Рок на своём альбоме Kid Rock утяжелил хард-роковую часть композиции, а в конце добавил спид-металическое гитарное соло. Во время финальной части звучит запись крика женщины, испытывающей оргазм (в «чистой» версии он был заменён клавишным соло). Песня заняла 33 место в мейнстрим-рок-чартах.